# Большесальское сельское поселение
Большесальское сельское поселение — муниципальное образование в Мясниковском районе Ростовской области.
Административный центр поселения — село Большие Салы.

## Административное устройство
В состав Большесальского сельского поселения входят:
- село Большие Салы (3522 чел.),
- село Несветай (476 чел.).

## Население
| 2010  | 2012  | 2013  | 2014  | 2015  | 2016  | 2017  |
| ----- | ----- | ----- | ----- | ----- | ----- | ----- |
| 4019  | ↗4109 | ↗4192 | ↗4336 | ↗4483 | ↗4570 | ↗4652 |
| 2018  | 2019  | 2020  | 2021  |       |       |       |
| ↗4730 | ↗4820 | ↗4952 | ↗5049 |       |       |       |